# Agrilus uromastyx
Agrilus uromastyx é uma espécie de inseto do género Agrilus, família Buprestidae, ordem Coleoptera.
Foi descrita cientificamente por Curletti & Magnani, 2006.